# Mycoplasma mycoides subsp. mycoides
Mycoplasma mycoides subsp. mycoides  è una sottospecie di batterio appartenente alla famiglia delle Mycoplasmataceae.